# Holíč
Holíč (bis 1946 slowakisch „Holič“; deutsch Holitsch – älter auch Weißkirchen, ungarisch Holics) ist eine Stadt im Nordwesten der Slowakei. Die in etwa 4 Kilometer nördlich der Stadt fließende March bildet die Grenze zu Tschechien; über den Fluss führt ein Grenzübergang nach Hodonín. Bis 2007 gehörte auch die Katastralgemeinde Pláňavy zur Gemeinde.

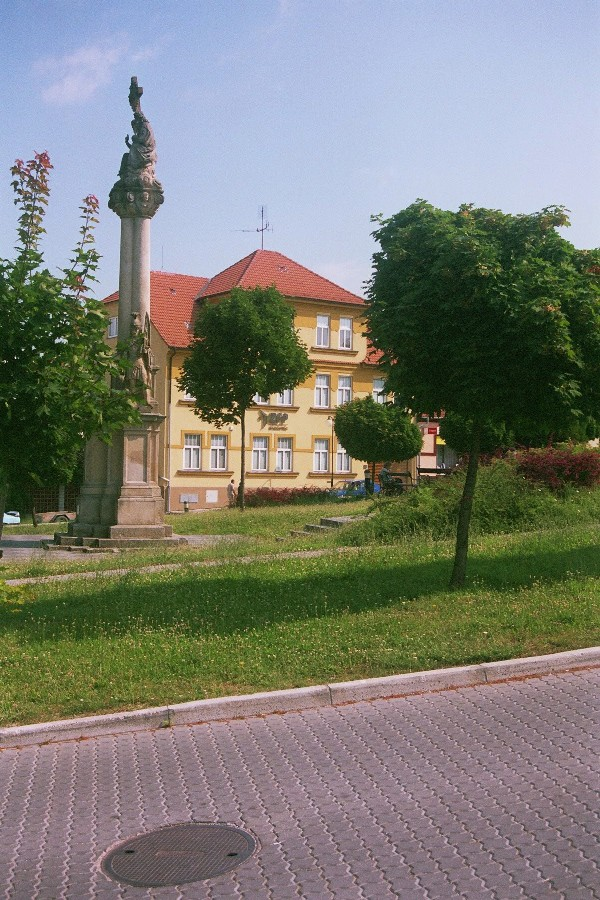
Friedensplatz in Holíč

## Geschichte
Die Stadt wurde 1205 zum ersten Mal schriftlich als Wywar erwähnt. Die Herrschaft Weißkirchen war ungarisches Lehen, welches nach dem Aussterben der Stibor von Stibrowitz im Jahre 1438 von König Albrecht II. an Kaspar Schlick gegeben wurde. 1736 wurde die Stadt von Franz I. Stephan, dem Ehemann von Maria Theresia, erworben. Dieser errichtete unter anderem eine Porzellan- und Fayence-Manufaktur, was zu einem Wachstum der Stadt führte. Maria Theresia ließ die Burg Holíč von einer Festung in ein Sommer-Schloss der Habsburger umbauen. Bekannt war dieses für seine Parforcejagden; unter Kaiser Franz Joseph I. wurden diese als Teil der Ausbildung von Kavallerieoffizieren durchgeführt; das Militär-Reitlehrerinstitut mit seinen über 150 Pferden nutzte das kaiserliche Schloss für seine Lehrgänge.
Holíčs einstmals blühende jüdische Gemeinde ist durch den Holocaust vollständig verschwunden.

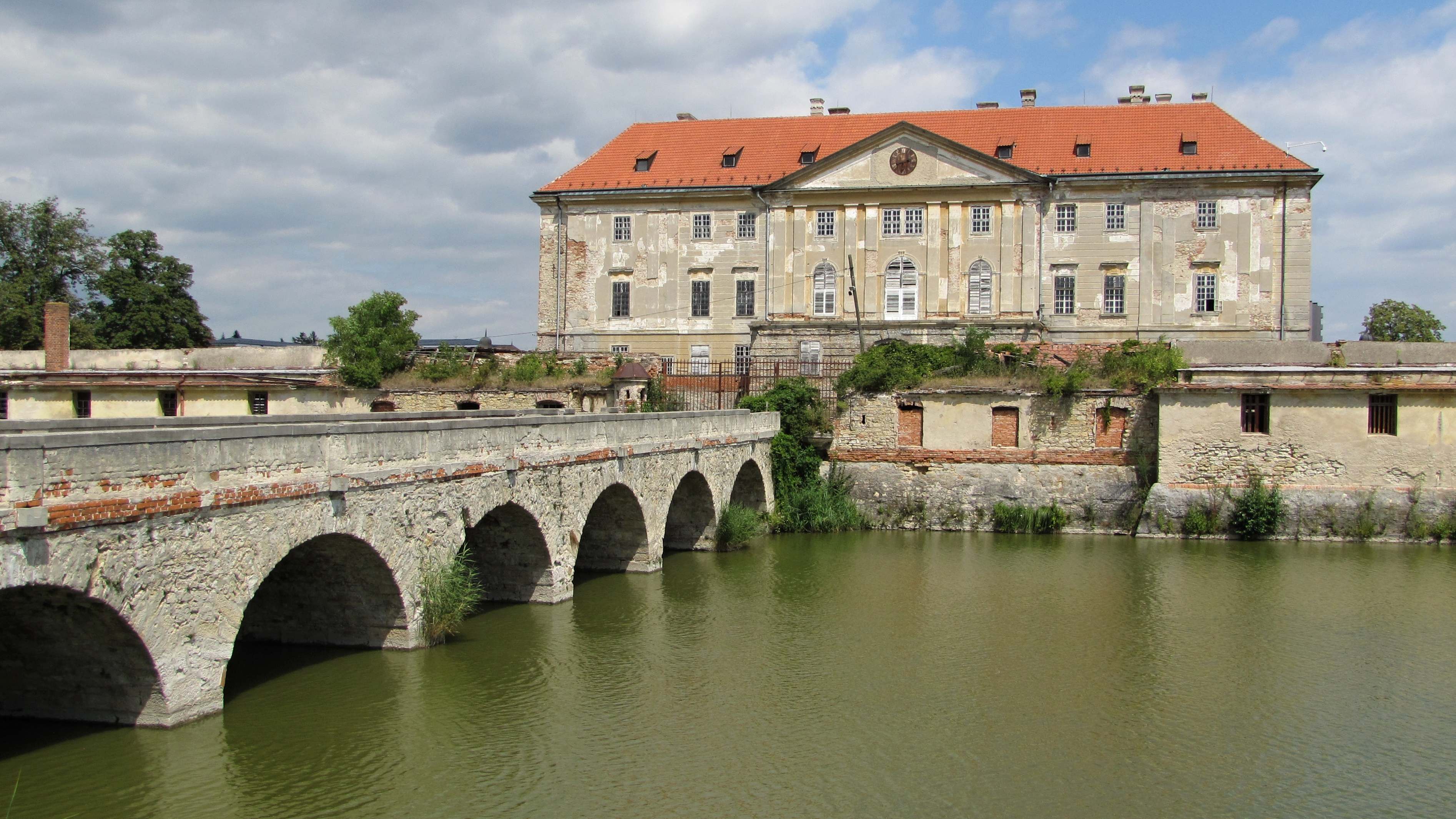
Blick auf das Schloss Holíč (einstmals Schloss Weißkirchen)

## Sehenswürdigkeiten
- Schloss Weißkirchen = Schloss Holíč
- Pfarrkirche von 1387
- Klosterkirche von 1755
- Toleranzkirche von 1787
- Menhire von Holíč

## Bevölkerung
| Jahr:                | 1994.  | 2004.   | 2014.   | 2024.   |
| -------------------- | ------ | ------- | ------- | ------- |
| Anzahl der Personen: | 11.261 | 11.617  | 11.181  | 10.858  |
| Unterschied:         |        | +3,16 % | -3,75 % | -2,88 % |

| Jahr:                | 2023.  | 2024.   |
| -------------------- | ------ | ------- |
| Anzahl der Personen: | 10.928 | 10.858  |
| Unterschied:         |        | -0,64 % |

Laut der Volkszählung von 2001 waren von 11.416 Einwohnern 93,82 % Slowaken, 3,68 % Tschechen, 0,99 % Roma und 1,53 % andere. Die am häufigsten vertretene Konfession war mit 66,36 % die römisch-katholische, gefolgt von der evangelischen mit 6,04 %. 23,20 % waren konfessionslos und 2,94 % machten keine Angaben.

## Persönlichkeiten
- Eugen Löbl (1907–1987), slowakischer Ökonom, Politiker und Pädagoge

## Städtepartnerschaften
- Hodonín, Tschechien
- Hollabrunn, Österreich